# Colore/Belle le tue labbra
Colore/Belle le tue labbra è il quarto 45 giri di Luca Barbarossa.

## Il disco
Nel 1984 Barbarossa firma il nuovo contratto discografico con la CBS,  che gli pubblica nello stesso anno un 45 giri (a due anni di distanza da La strada del sole/Se potesse parlare la mia chitarra, ultimo disco per la Fonit Cetra): cambia tutto il suo staff di lavoro, e le due nuove canzoni vengono prodotte da Mauro Chiari, collaboratore di Renzo Arbore come cantante e bassista della New Pathetic Elastic Orchestra nel programma televisivo Quelli della notte.
Anche gli arrangiamenti vengono seguiti da Chiari, in collaborazione con il chitarrista Carlo Pennisi; dei vecchi musicisti di Barbarossa rimangono solo Mario Amici e Sandro Centofanti.
La canzone sul lato A, Colore, risale sicuramente al periodo Fonit Cetra: è infatti ancora edita dalle edizioni musicali Usignolo (mentre Belle le tue labbra è edita dalle edizioni musicali CBS Songs), ed è una canzone ritmata con un testo che elenca alcuni personaggi (un po' alla Quelli che... di Enzo Jannacci) auspicando loro di potere, almeno una volta nella vita, sciogliere il ghiaccio che hanno nel cuore per raggiungere un paese chiamato Colore.
Belle le tue labbra (scritta, come Colore, da Barbarossa) è invece una canzone d'amore; verrà reincisa in una nuova versione (con l'arrangiamento realizzato questa volta da Antonio Coggio) nel 1988 ed inserita nell'album Non tutti gli uomini; la versione del 45 giri, invece, rimarrà inedita su LP (e la stessa cosa anche per la canzone del lato A).
Il disco, pur non entrando nelle zone alte della classifica, ebbe un successo sufficiente per convincere l'etichetta a continuare ad investire sul cantautore.

## Formazione
- Luca Barbarossa: voce
- Mario Amici: chitarra acustica
- Dino D'Autorio: basso
- Agostino Marangolo: batteria
- Alessandro Centofanti: tastiera
- Stefano Senesi: tastiera
- Carlo Pennisi: chitarra elettrica
- Maurizio Giammarco: sassofono